# Sigmund Borgundvaag
Sigmund Borgundvaag, né le 16 février 1939, est un architecte naval norvégien, qui a conçu de nombreux remorqueurs et navires de ravitaillement offshore. 

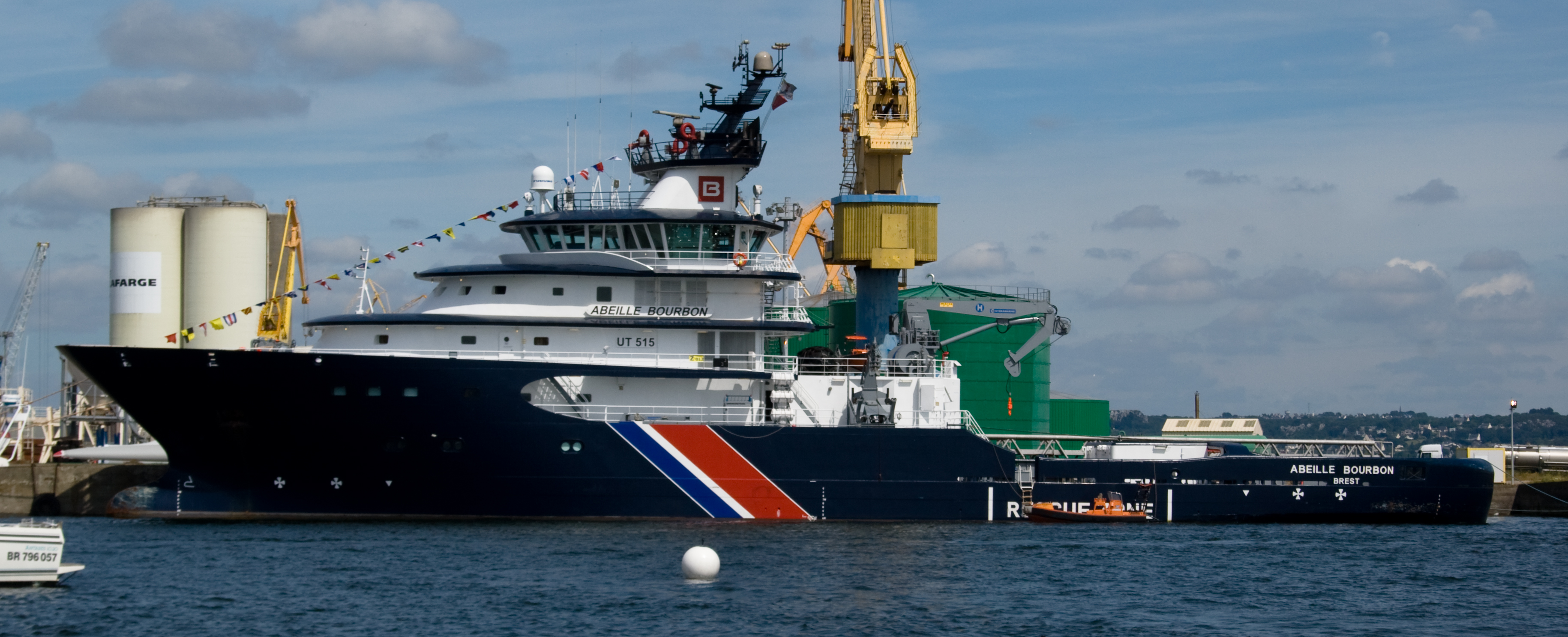
L’Abeille Bourbon, remorqueur d'intervention, d'assistance et de sauvetage conçu par S. Borgundvaag.

Employé depuis 1964 et architecte en chef chez Rolls-Royce depuis les années 1970, il lance le concept UT-design, à la base de nombreux navires de travaux offshore et de remorqueurs. Il est notamment l'architecte de l’Abeille Bourbon. Au total, il est derrière la conception de plus de 600 navires. Le 12 janvier 2006, il est remplacé par Svein Kleven.